# Klaus Mølmer
Klaus Mølmer (født 18. april 1963, Vejle) er en dansk fysiker og professor ved Københavns Universitet og Aarhus Universitet, der forsker i kvanteoptik.

## Uddannelse og karriere
Han gik på Vejlefjordskolen.
Mølmer læste fysik på Aarhus Universitet, og fik efterfølgende en Ph.D.-grad i 1990. Han blev ansat som lektor på universitetet året efter, og blev udnævnt som professor ved Institut for Fysik og Astronomi i 2000. I 2003 blev han adjunkt ved Niels Bohr Institutet på Københavns Universitet.
Han har været medlem af Videnskabernes Selskab siden 2000, og han er også medlem af American Physical Society.
Han er gift med Henriette Benedicte Honoré og har to børn.

## Hæder
- 1993: Ph.d.-pris fra Danmarks Naturvidenskabelige Akademi
- 1995: Rømer Fondets Legat
- 1998: DOPS-prisen, Danish Optical Society
- 1999: NKT's forsker pris, Dansk Fysisk Selskab
- 2004: Rigmor og Carl Holst-Knudens Videnskabspris
- 2007: EliteForsk-prisen, Uddannelses- og Forskningsministeriet[5]
- 2012: Villum Kann Rasmussens Årslegat, Villum Fonden[2]